# روزن‌دال، هلند جنوبی
روزن‌دال (به هلندی: Rozendaal) یک منطقهٔ مسکونی در هلند است که در کریمپنروارد واقع شده‌است. روزن‌دال ۹۰ نفر جمعیت دارد.